# Уотертон
Уо́тертон или Аппер-Уотертон (англ. Upper Waterton Lake, Waterton Lake, Chief Mountain Lake, Kootenai Lake) — крупнейшее озеро одноимённой озёрной группы — Уотертон, находится на границе Канады и США, в природоохранном округе № 4 Уотертон на юге провинции Альберта (Канада) и округе Гласье на севере штата Монтана (США).
Озеро находится на высоте около 1280 метров над уровнем моря. Площадь — 941 га. Максимальная глубина составляет 135,3 м или, согласно другим данным, около 150 метров (глубочайшее озеро в Скалистых горах и провинции Альберта). Озерная группа Уотертон состоит из 3 водоёмов, соединённых протоками: Аппер-Уотертон (49°00′ с. ш. 113°54′ з. д.), Мидл-Уотертон (49°03′24″ с. ш. 113°52′37″ з. д.) и Лоуэр-Уотертон (49°05′33″ с. ш. 113°51′12″ з. д.). Канадская часть озера находится на территории национального парка Уотертон-Лейкс, американская часть — на территории национального парка Глейшер. В 1932 году оба парка объединены в Международный Парк Мира Уотертон-Лейкс–Глейшер, который в 1995 году был признан Всемирным наследием ЮНЕСКО. В 1979 году ЮНЕСКО организовало биосферный резерват Уотертон для защиты уникальной альпийской и субальпийской природы на берегах озера.
Первым европейцем, исследовавшим озеро в 1858 году, был Томас Блакистон. Озеро было им названо в честь английского натуралиста Чарльза Уотертона.

## Галерея

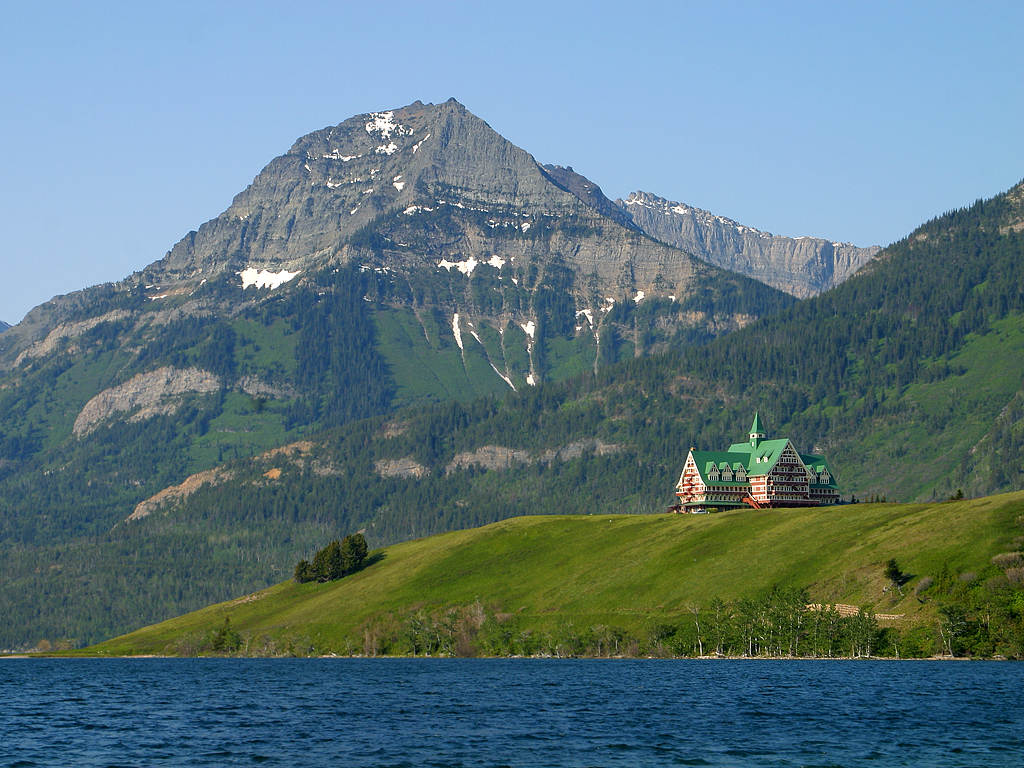
Озеро Аппер-Уотертон
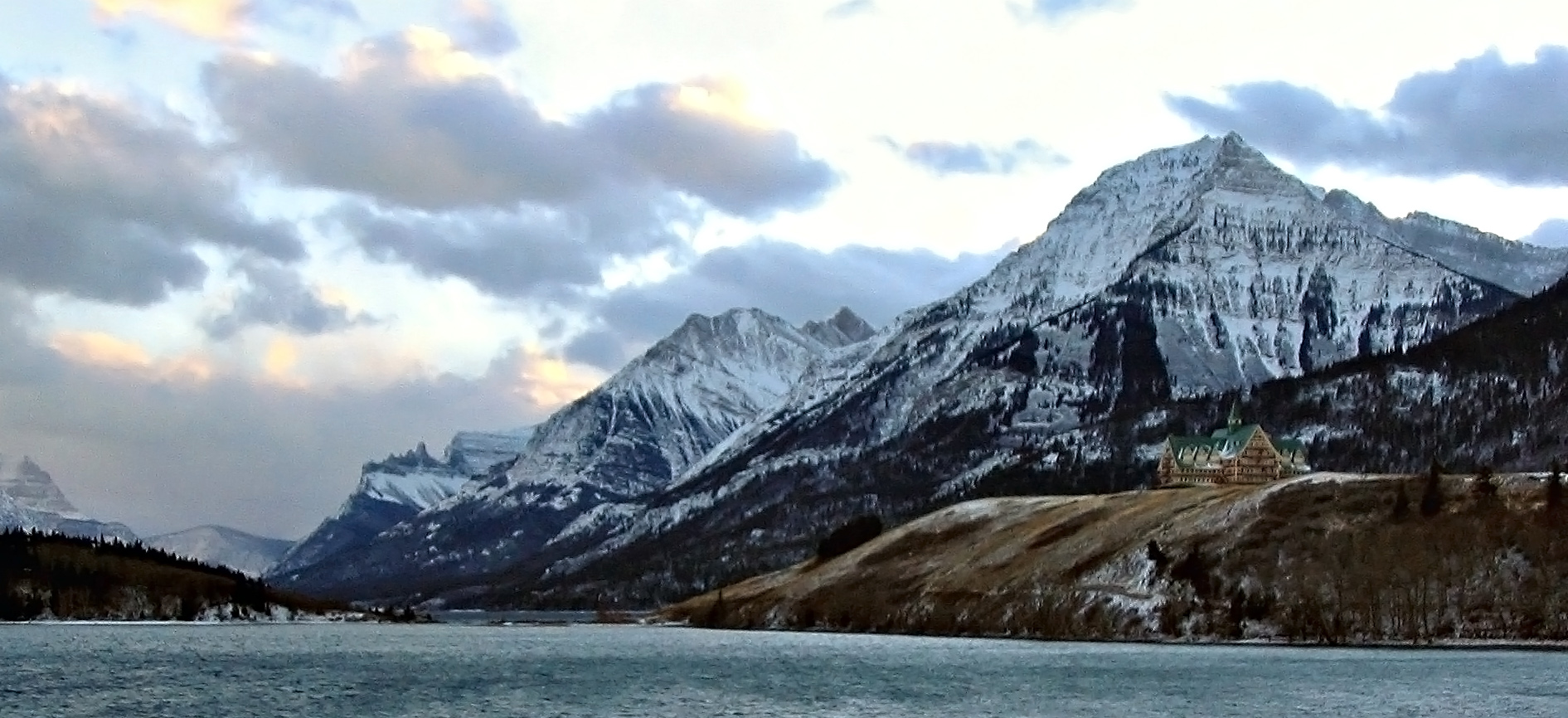
Озеро зимой
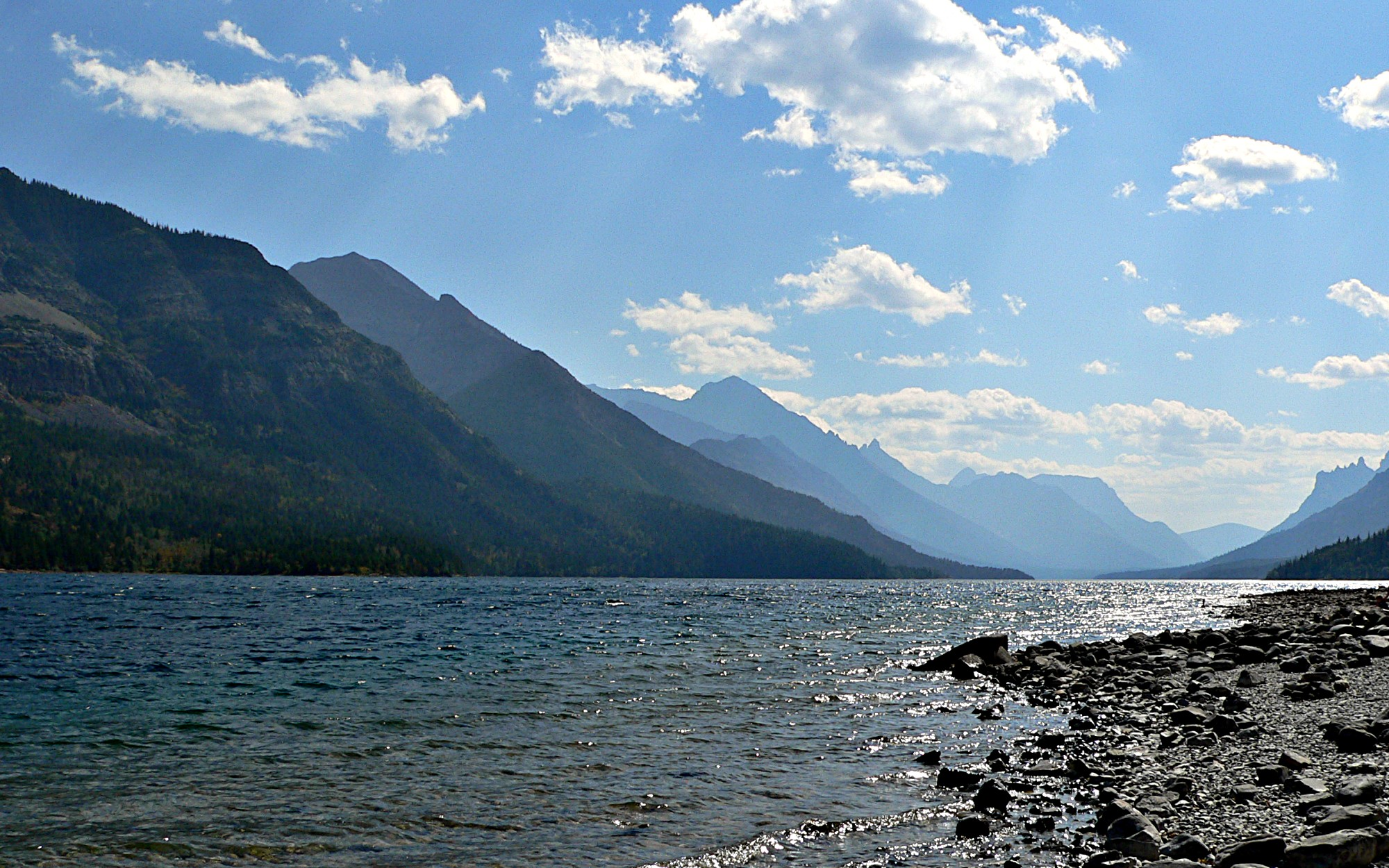
Вид на озеро